# Uniunea Națională a Barourilor din România
Uniunea Națională a Barourilor din România – U.N.B.R. reprezintă asocierea tuturor barourilor din România, înființate potrivit legilor privind organizarea și exercitarea profesiei de avocat. U.N.B.R. își are sediul în municipiul București și este succesoarea de drept a Uniunii Avocaților din România – U.A.R., care și-a încetat existența la data de 26 iunie 2004, odată cu intrarea în vigoare a Legii 255/2004 privind modificarea și completarea Legii 51/1995 pentru organizarea și exercitarea profesiei de avocat. 
În prezent, există și funcționează în cadrul U.N.B.R.-ului un număr de 41 de barouri, dintre care 40 de barouri în fiecare județ și Baroul București. Face excepție județul Ilfov, la care nu funcționează, până în prezent, Tribunalul Ilfov. Avocații care au sediul profesional pe raza județului Ilfov (fostul Sector Agricol Ilfov din Municipiul București) continuă să fie înscriși în tabloul avocaților din Baroul București. 
În România sunt înscriși, în cadrul barourilor din U.N.B.R., ca. 21.000 de avocați. 
Echivalentul moldovenesc al acestei instituții e denumit "Uniunea avocaților din Republica Moldova". 

## Organele de conducere ale U.N.B.R.-ului

### Congresul avocaților
- este constituit din delegați ai fiecărui barou și din membrii Consiliului U.N.B.R.

### Consiliul U.N.B.R.
- este format din decanii barourilor și reprezentanții barourilor aleși potrivit normei de reprezentare stabilite în statutul profesiei.
- in perioada 7 iunie 2019 – , conducerea este asigurată de:

| Nr. crt. | Nume                      | Baroul    | Calitatea      |
| -------- | ------------------------- | --------- | -------------- |
| 1.       | Briciu Traian             | București | Președinte     |
| 2.       | Dragne Ion                | București | Vicepreședinte |
| 3.       | Fenechiu Cătălin-Daniel   | București | Vicepreședinte |
| 4.       | Baco Mihai                | Alba      | Vicepreședinte |
| 5.       | Turculeanu Ion            | Dolj      | Vicepreședinte |
| 6.       | Striblea Marius-Sebastian | Iași      | Vicepreședinte |

- durata mandatului: 7 iunie 2019 -

### Comisia permanentă a U.N.B.R.-ului
- se compune din 15 membri, dintre care 5 membri sunt reprezentanți ai Baroului București, iar 10 membri sunt reprezentanți ai celorlalte barouri din țară. Președintele și vicepreședinții U.N.B.R. sunt membri de drept ai Comisiei permanente a U.N.B.R. și se includ în cei 15 membri. Mandatul membrilor Comisiei permanente a U.N.B.R. este de 4 ani. În caz de încetare a mandatului unui membru al Comisiei permanente a U.N.B.R., desemnarea înlocuitorului se face pe aceleași criterii și înlocuitorul execută diferența de mandat. Unul dintre membrii Comisiei permanente a U.N.B.R. îndeplinește funcția de secretar al acesteia și este desemnat prin vot de Comisia permanentă a U.N.B.R. Președintele U.N.B.R. este și președintele Comisiei permanente a U.N.B.R.

### Președintele U.N.B.R.
- este ales de catre Consiliul U.N.B.R., pentru un mandat de 4 ani, din cadrul membriilor săi. Pentru a accede la această funcție, avocațul trebuie să aibă o vechime mai mare de 10 ani în profesia de avocat.
- în acest moment, această funcție este deținută de Traian Briciu, membru al Baroului București.

## Institutul Național pentru Pregătirea și Perfecționarea Avocaților (INPPA)
În cadrul Uniunii Naționale a Barourilor din România este organizat și funcționează Institutul Național pentru Pregătirea și Perfecționarea Avocaților (INPPA) care are în subordine 6 centre teritoriale (Cluj-Napoca, Iași, Timișoara, Craiova, Brașov și Galați).

## Casa de Asigurări a Avocaților
La nivel central funcționează Casa de Asigurări a Avocaților, persoană juridică de interes public. Pe lângă fiecare barou sunt înființate filiale ale Casei de Asigurări a Avocaților.

## Afilieri internaționale
1. Consiliul Barourilor din Uniunea Europeană (CCBE): membru deplin;
2. Uniunea Internațională a Avocaților (U.I.A.): membru fondator;
3. Asociația Internațională a Barourilor (I.B.A.): membru deplin;
4. Uniunea Avocaților din Balcani: membru fondator.

## Istoricul structurilor organizatorice ale ordinului profesional al avocaților din România
Prima organizare corporatistă a avocaților din România, sub forma corpurilor de avocați, fără personalitate juridică, s-a realizat în anul 1864, însă numai la nivel teritorial. Prima structură națională a ordinului avocaților din România este înființată în anul 1923, prin Legea din 21 februarie 1923 pentru organizarea și unificarea corpului de advocați. Astfel, se înființează un organ general al barourilor avocaților din România, care este persoană juridică, având denumirea de Uniunea Advocaților din România. În acest mod, ordinul profesional al avocaților se structurează pe două paliere: corpurile de avocați (barourile), înființate la 1864 prin lege și dobândind prin lege personalitate juridică la 1907, și Uniunea Avocaților din România, înființată prin lege și având personalitate juridică, la 1923. Ca și structurile teritoriale ale ordinului avocaților, înființarea structurii naționale și dobândirea personalității juridice de către aceasta s-au realizat prin lege. Uniunea Avocaților din România este formată din barouri, iar nu din avocați. Toate barourile sunt membre ale Uniunii Avocaților din România, neexistând vreun barou în afara acesteia.
Uniunea Avocaților din România, înființată prin Legea din 21 februarie 1923, ca organ general al barourilor avocaților din România, dispunea de personalitate juridică 
Prin Decretul-Lege din 26 octombrie 1939 pentru numirea și funcționarea comisiunilor interimare la Uniunea avocaților și la Barourile avocaților din țară, sunt dizolvate nu numai organele barourilor, ci și organele Uniunii Avocaților din România, fiind numite organe interimare de conducere de ministrul justiției (art. I), iar Legea din 28 decembrie 1931 este abrogată (art. al II-lea). Ca și în cazul barourilor, nu este suprimată Uniunea Avocaților din România, ci doar sunt dizolvate organele alese de conducere ale acesteia, înlocuite cu organe numite, care devin organele de conducere ale Uniunii Avocaților din România, care continuă să existe. Măsura are un caracter politic, în vederea schimbării conducerilor alese ale profesiei de avocat cu oameni loiali regimului. 
Prin Legea nr. 509 din 5 septembrie 1940 pentru organizarea Corpului de avocați din România se introduce o nouă denumire a structurii centrale a ordinului avocaților, și anume Uniunea Barourilor din România, în loc de Uniunea Avocaților din România. Ea continuă să fie compusă din barouri (iar nu din avocați) și să aibă personalitate juridică, legea prevăzând expres natura de persoană juridică de drept public.
Legea nr. 3 din 17 ianuarie 1948 pentru desființarea Barourilor și înființarea Colegiilor de Avocați din România desființează nu numai barourile avocaților, înființând în locul lor colegii de avocați pe județe, ci ea desființează și Uniunea Barourilor Avocaților din România (art. 1), în locul căreia este înființată Uniunea Colegiilor de Avocați din România, cu drepturile și obligațiile prevăzute de Legea nr. 509 din 5 septembrie 1940 (art. 2 alin. 1). Uniunea Colegiilor de Avocați din România este persoană juridică de drept public.
Conform Decretului nr. 39/1950 privitor la profesiunea de avocat, structura centrală a ordinului avocaților din România - Uniunea Colegiilor de Avocați din România - este desființată, patrimoniul ei fiind lichidat (art. 65). Colegiile de avocați sunt puse sub îndrumarea și controlul Ministerului Justiției (art. 3). Colegiile de avocați, cu personalitate juridică, rămân singura formă de structurare - la nivel teritorial - a ordinului avocaților. Desființarea structurii centrale a reprezentat expresia voinței politice de subordonare totală a avocaturii față de aparatul de stat (Ministerul Justiției) și, prin aceasta, față de factorul politic comunist.
Prin Decretul nr. 281/1954 pentru organizarea avocaturii în Republica Populară Română se înființează Colegiul Central al Colegiilor de Avocați din Republica Populară Română, cu personalitate juridică, pentru organizarea, conducerea și îndrumarea activităților avocațiale din România (art. 19). Conducerea generală a avocaturii rămâne exercitată de Ministerul Justiției (art. 25).
Decretul-Lege nr. 90/1990 privind unele măsuri pentru organizarea și exercitarea avocaturii în România face vorbire de Uniunea Avocaților din România, compusă din toți avocații înscriși în barouri (art. 3 alin. 2), cu personalitate juridică (art. 3 alin. 5). Se observă că, pentru prima dată, structura centrală a ordinului profesional al avocaților nu mai este compusă din structurile teritoriale ale ordinului (din toate barourile), ci direct din avocați (mai precis, din toți avocații).
În 1995 intră în vigoare actualul cadru de reglementare al profesiei de avocat, Legea nr. 51/1995, care în forma sa inițială și în forma sa republicată, dispune că Uniunea Avocaților din România, împreună cu barourile, asigură exercitarea calificată a dreptului la apărare, competența și disciplina profesională, protecția demnității și onoarei membrilor săi. Prin Legea nr. 201/2004 privind completarea Legii 51/1995 pentru organizarea și exercitarea profesiei de avocat apare pentru prima dată sintagma Uniunea Națională a Barourilor din România.

## Disputa dintre U.N.B.R. șiBaroul Constituțional
Scandalul între "barourile clasice" organizate în U.N.B.R și "barourile lui Bota", cunoscute și ca "barouri constituționale", a început în anul 2002, când Judecătoria Deva a recunoscut personalitate juridică Asociației de Binefacere "Bonis Potra" care avea trecut în Statutul său, printre alte obiecte de activitate, "și înființarea de barouri cu respectarea prevederilor Constituției României, a prevederilor pactelor și convențiilor internaționale privitoare la drepturilor omului". După rămânerea definitivă a hotărârilor judecătorești a fost constituit "consiliul director" al Baroului Constituțional Român iar Bota Pompiliu s-a intitulat "decan", pentru ca, la 17.I.2003, să întocmească "Tabloul anual al avocaților Baroului Constituțional", în care erau înscrise 35 de persoane, 20 dintre acestea având conferit dreptul de a pune concluzii la tribunale și curți de apel, sediile profesionale fiind situate în: Orăștie, Alba Iulia, Baia Mare, Timișoara, Timișoara, Reșița, Piatra Neamț, Satu Mare, Negrești Oaș, Turnu Severin, Petroșani și București.

### Practica neunitară a instanțelelor judecătorești
Instanțele judecătorești nu au o practică unitară în aprecierea calității de „avocat” a membrilor Baroului Constituțional. În practica instanțelor judecătorești se pot identifica următoarele tendințe: 
1. de acceptare și permitere a membrilor "Baroului Constituțional" să acorde asistență și reprezentare juridică;
2. de a pune în vedere membrilor "Baroului Constituțional" să prezinte "dovezi cu privire la calitatea de avocat, în condițiile Legii nr. 51/1995", iar în lipsa acestora, să nu le fie permis să acorde asistență și reprezentare;
3. de calificare a mandatului de reprezentare ca fiind dat unui neavocat și, în conformitate cu dispozițiile art. 68 alin. 4 din Codul de procedură civilă, nu le este permis membrilor baroului menționat să pună concluzii.

### Condamnarea penală a lui Bota Pompiliu
În data de 5 aprilie 2012, Judecătoria Deva a decis condamnarea la pedeapsa de 6 luni de închisoare a lui Pompiliu Bota, decanul Baroului Constituțional, pentru exercitarea fără drept a profesiei de avocat și la 6 luni de închisoare pentru săvârșirea infracțiunii de complicitate la infracțiunea de exercitare fără drept a unei profesii. În urma contopirii celor două pedepse, s-a aplicat pedeapsa cea mai grea de 6 luni închisoare. De asemenea, instanța a dispus suspendarea condiționată a executării pedepsei aplicate lui Pompiliu Bota, pe durata unui termen de încercare de 2 ani și 6 luni.
Sentința dată de Judecătoria Deva a fost recurată de către Pompiliu Bota în data de 26 aprilie 2012, la Curtea de Apel Alba Iulia, însă recursul a fost respins în data de 29 mai 2012, astfel că sentința de condamnare a lui Pompiliu Bota de către Judecătoria Deva a rămas definitivă. De asemenea, i-a fost respinsă contestația în anulare.

### Decizii CEDO și Curtea Constituțională
În prezent, există numeroase decizii ale Curții Constituționale sau ale CEDO-ului în legătură cu problema organizării profesiei de avocat și a barourilor din România, ca urmare a acestui conflict.

### Recurs în interesul legii
În data de 21 septembrie 2015, Înalta Curte de Casație si Justiție s-a pronunțat, printr-un recurs în interesul legii (RIL), cu privire la practica neunitară în ce priveste avocații din barourile alternative. 
Minuta are următorul conținut:
Fapta unei persoane care exercită activități specifice profesiei de avocat în cadrul unor entități care nu fac parte din formele de organizare profesională recunoscute de Legea 51/1995 privind organizarea si exercitarea profesiei de avocat republicată, cu modificările si completările de ulterioare, constituie infracțiunea de exercitare fără drept a unei profesii prevăzută de art. 348 Cod Penal.
De atunci, practicarea avocaturii de către „avocații” Baroului Constituțional constituie infracțiune, fără a mai exista dubii în această privință. Acest lucru a fost confirmat de Curtea Constituțională pe 17 septembrie 2019, menționând, printre altele, respingerea ca inadmisibilă a cererii 24.057/03 adresate Curții Europene a Drepturilor Omului.

### Recunoașterea internațională
Conform paginii de internet a Uniunii Europene cu privire la profesiile reglementate, UNBR-ul, cu sediul pe Splaiul Independenței, nr. 5, cod poștal: 050091, din București (Palatul de Justiție din București), este organizația legitimă a barourilor românești.
În Italia, atestatele de avocat înscris în „Baroul Bota” au fost considerate fițuici lipsite de valoare, iar italienilor care au făcut uz de ele nu li s-a permis înscrierea în barourile italiene sau au fost radiați, datorită lipsei titlului valabil de avocat.

## Cadrul legal
- Legea nr. 51/1995 pentru organizarea și exercitarea profesiei de avocat, republicată în Monitorul Oficial, Partea I, nr. 113 din 06.III.2001, cu modificările ulterioare.
- Statutul profesiei de avocat, publicat in Monitorul Oficial, Partea I, nr. 898, din 19.XII.2011.